# Kharkhoda (Meerut)
Kharkhoda (ook gespeld als Kharkhauda) is een nagar panchayat (plaats) in het district Meerut van de Indiase staat Uttar Pradesh.

## Demografie
Volgens de Indiase volkstelling van 2001 wonen er 12.435 mensen in Kharkhoda, waarvan 53% mannelijk en 47% vrouwelijk is. De plaats heeft een alfabetiseringsgraad van 57%.